# Fritz Koch
Fritz Koch (Villach, 12 marzo 1956) è un ex combinatista nordico e saltatore con gli sci austriaco.
È padre di Martin, a sua volta saltatore con gli sci di alto livello.

## Biografia
Gareggiò principalmente nella combinata nordica, vincendo cinque titoli nazionali tra il 1977 e il 1984 e partecipando ai XII Giochi olimpici invernali di Innsbruck 1976 (26° nell'individuale).
In Coppa del Mondo di salto con gli sci esordì il 10 febbraio 1980 a Saint-Nizier (4°) e ottenne l'unico podio il 14 febbraio 1981 a Ironwood (3°).

## Palmarès

### Combinata nordica

#### Campionati austriaci
- 6 medaglie[2]:
  - 5 ori (individuale nel 1977; individuale nel 1978; individuale nel 1979; individuale nel 1983; individuale nel 1984)
  - 1 argento (individuale nel 1980)

### Salto con gli sci

#### Coppa del Mondo
- Miglior piazzamento in classifica generale: 19º nel 1981
- 1 podio:
  - 1 terzo posto